# Маринс, Густаво
Густаво Энрике Маринс Сильва (порт. Gustavo Henrique Marins Silva; род. 11 февраля 2002, Гояния), более известный, как Густаво Маринс (порт. Gustavo Marins) — бразильский футболист, защитник клуба «Фарул».

## Биография
Маринс — воспитанник клуба «Гремио». 10 февраля 2022 года в поединке Лиги Гаушо против «Аиморе» он дебютировал за основной состав. В начале 2023 года Маринс перешёл в румынский «Фарул». 19 марта в матче против «Сепси» он дебютировал в чемпионате Румынии. В своём дебютном сезоне игрок помог клубу выиграть чемпионат.

## Достижения
«Фарул»
- Победитель Чемпионата Румынии: 2022/23